# Cabañas (La Coruña)
Cabañas (en gallego y oficialmente Cabanas) es un municipio de la provincia de La Coruña, Galicia, España. Se encuentra a treinta y siete kilómetros de La Coruña, en la vega baja del río Eume, justo antes de su desembocadura en la ría de Ares. Es limítrofe al municipio de Capela y Fene.
Villa fundada por los Condes de Traba en el siglo XI.

## Geografía

### Situación
El municipio de Cabañas está situado en la franja costera de Galicia, en el noreste de la provincia de La Coruña. Es el único municipio incluido íntegramente en la denominada ría de Ares. Enmarcado en la comarca del Eume, limita al norte y al oeste con el municipio de Fene, al este con el municipio de Capela, y al sur con la ría de Ares y los municipios de Puentedeume y Monfero, de los que la separa el río Eume. La capital del municipio está a 82 kilómetros de Santiago de Compostela, 37 de La Coruña y 15 de Ferrol.[cita requerida]

### Orografía
La geomorfología se define por la transición entre la franja costera y las superficies planas inferiores, produciendo una superficie muy accidentada. En la parte sur del municipio el paisaje, de oeste a este, se distingue por las playas, acantilados y marismas en las parroquias de San Martiño de Porto y Cabanas, y el valle del río Eume, ancho en la parroquia de Eirines y angosto en Soaserra, donde forma parte del cañón del Eume.
Al este se elevan las elevaciones de la Sierra, que sirven de límite con el municipio de Capela, y donde se encuentran las elevaciones más altas del municipio, siendo el pico de A Aguia con 474 metros la mayor altura.
El centro del municipio está salpicado de otras estribaciones, entre ellas Punxeiro con 389 metros y el límite de O Castro de 343 metros. La zona norte está formada por terrenos que descienden desde las estribaciones centrales hacia la ría de Ferrol. Al oeste del municipio se levantan pequeñas colinas que forman el límite natural con la parroquia de fenesa de Limodre.

### Hidrografía
El río principal es el río Eume, que baña el sur del municipio y limita con los municipios de Monfero y Puentedeume. Al este, en la parroquia de Soaserra se encuentra en el cañón del Eume, abriéndose el valle en la parroquia de Iris, y formando poco antes de su desembocadura una amplia ría en la parroquia de Cabañas. A excepción de un poco de agua que fluye rápidamente por el cañón, no tiene afluentes en las tierras del condado.
En la parroquia de Santa Cruz do Salto nace el río Castro que baña esta parroquia y las de Laraje y San Martiño de Porto, desembocando en la ría de Ares en el límite con el ayuntamiento de Fene.
Los terrenos de la parroquia de Regoela, en el noreste del municipio, forman parte de la cuenca del río Belelle, que en esta parte forma el límite con el municipio de Fene.

## Geografía humana

### Demografía
Cuenta con una población de 3296 habitantes (INE 2024).
| Gráfica de evolución demográfica de Cabanas entre 1842 y 2021 |
| |
| Población de derecho según los censos de población del INE Población de hecho según los censos de población del INEEn estos censos se denominaba Cabañas: 1842, 1857, 1860, 1877, 1887, 1897, 1900, 1910, 1920, 1930, 1940, 1950, 1960, 1970 y 1981 |

Durante el siglo XX, la población de Cabañas sufrió todo tipo de tendencias. Tras un período de estancamiento o débil crecimiento durante el primer tercio, aumentó considerablemente en el tercio siguiente, llegando a superar los 5.000 habitantes en la década de 1960. En las dos próximas décadas sufrió un descenso espectacular, situándose en algo más de 3000 habitantes en 1991. A partir de este año experimentó un aumento significativo, aunque no suficiente para recuperar la pérdida de décadas anteriores, situándose en 2012 en 3299 habitantes.

## Historia

### Prehistoria
En Salto se descubrió un conjunto de petroglifos junto al conjunto de montículos neolíticos de la reserva Golpes. En el castro de As Modias se encontró un torque, que fue adquirido por la Diputación de La Coruña en 1868, y actualmente se conserva en el Museo Arqueológico e Histórico del Castillo de San Antón.

### Antigüedad
El territorio se cede a la diócesis de Bretoña en el "parroquial suevo" del siglo VI y Laraje se registra en la donación de Odoario a Santa María de Lugo en el siglo VIII.

### Medievo
A finales de la Alta Edad Media, las tierras al norte del río Eume se denominan por primera vez Bezoucos y en el 936 Santa Cruz do Salto y Soaserra forman parte de la donación de San Rosendo al monasterio de Caaveiro. Hacia el siglo XI, documentos notariales acreditan las posesiones de Pedro Froilaz, conde de Traba, en Porto, Laraje y Eirines. Desde 1117, Regoela es un coto circular dependiente del monasterio de San Martín de Jubia, a través de una donación de Alfonso VII. Este monasterio fue posteriormente salvado por Alonso de Parga, quien pasó el foro a sus descendientes. Además, en 1156 el Coto de Porto perteneció al obispado de Mondoñedo, probablemente por donación de la casa de Traba, y en el siglo XV fue arrendado a los condes de Andrade, antes llamados Laraje.
La villa de Cabañas está documentada en el Tombo de Caaveiro en el año 1175, como villa del Coto de Eirines. A través de una donación, Fernando III incorporó Eirines al Coto de Caaveiro en 1238 y, en sustitución de Capela, el pueblo de Cabañas se convirtió en priorato y sede administrativa de Caaveiro en el siglo XV.

### Edad Moderna
El territorio municipal se divide entre el Priorato de Caaveiro, por un lado, y por otro el Condado de Lemos tras la demarcación de Puentedeume. Antes de que se extinguiera la sede administrativa del antiguo coto en 1835, se formó el consejo constitucional de Porto entre 1821 y 1822. En 1846 el Ayuntamiento de Cabañas reunió las siete parroquias actuales y la parroquia de Caaveiro, que finalmente se trasladó a Capela en 1925.
En el ámbito judicial, el territorio se divide entre las jurisdicciones prioral y nobiliaria hasta que en 1820 las parroquias actuales más Caaveiro aparecen incluidas dentro del partido judicial de Puentedeume, en el que permanecen hasta 1867. Tras un breve período de tiempo en el partido judicial de Ferrol, vuelven a pertenecer a Puentedeume hasta que, en 1965, el Ayuntamiento de Cabañas pasa definitivamente a la jurisdicción de Ferrol.

## Patrimonio

### Patrimonio arqueológico
La cultura megalítica está representada por 29 túmulos distribuidos en la zona centro-oriental de Cabañas, destaca la necrópolis del coto de los Golpes y coto de Punxeiro, con 21 monumentos funerarios. También hay manifestaciones de la cultura castreña reflejadas en tres castros: el castro de Piñeiros, en Regoela; el castro de Pico do Castro, en Eirines, y el castro das Modias, en San Martiño de Porto.

### Patrimonio arquitectónico
En cuanto a arquitectura religiosa, destaca la iglesia parroquial de San Martiño de Porto, citada en diversos documentos desde el siglo XV y la capilla de Riobó, que es de estilo renacentista. En ella hay restos de un altar barroco en madera policromada. En el atrio de la iglesia de San Mamede de Laraje se ubica la Pía de San Mamede, a la que se le atribuye un carácter mágico porque siempre tiene agua y nunca se agota su manantial ni siquiera en época de sequía. La capilla del Buen Jesús, en O Pudrical, en San Martiño de Porto, es una pequeña iglesia barroca fundada en 1771. También hay constancia documental de la existencia de varias capillas desaparecidas. Los cruceiros a menudo se colocan en cruces de caminos, en cementerios o en lugares que se supone que tienen un cierto carácter mágico. En Cabañas hay cuatro cruceiros, entre los que destaca el de El Arenal que presenta como elemento decorativo una flor con cuatro puntas.
En el municipio también hay numerosos pazos, como el pazo de Fraián, en San Martiño de Porto; el Pazo de Rioboó, en la localidad de Cabañas, o el pazo de Caaveiro, que conserva el escudo del Real Patronato de Caaveiro con una inscripción que dice que fue reconstruido entre 1742 y 1748. En relación con el puente de los Andrade, la leyenda cuenta que fue construido en una sola noche por una apuesta con el diablo, quien, por no poner la última piedra antes de romper el día, no pudo cobrar el precio de la apuesta. Esta obra, construida a cargo de Fernán Pérez de Andrade, fue considerada la más grande de Europa en su clase.
Las construcciones populares están representadas por los numerosos hórreos, cabazos, molinos, lagares y fuentes. Destacan entre los más de 200 hórreos que se ubican en el municipio: el del Pazo de Rioboó, el del Pazo de Fraián y el Xavariz. Los cabazos se construyen en las parroquias de Regoela y Soaserra, para almacenar grano en épocas de buenas cosechas cuando los hórreos son insuficientes. El municipio de Cabañas conserva los restos de alrededor de medio centenar de molinos, de los cuales al menos una docena aún funcionan.  Todos son hidráulicos y solo uno es mixto, mareomotriz y fluvial, está ubicado en la desembocadura del río Castro. La tradición del vino se ha conservado en este territorio principalmente en las parroquias de Eirines y Cabañas.

### Patrimonio natural
Situados al fondo de la ría se encuentran el pinar y la playa de A Madalena, que, con un proceso de ordenamiento urbanístico, son un ejemplo único en geografía costera. Sus características naturales, sus tranquilas aguas, la calidad de la arena y su extenso y frondoso pinar se complementan con excelentes servicios (fuentes, mesas y asientos rústicos, barbacoas, etc.), así como con la amplia oferta de restauración y alojamiento hotelero que ofrece el propio municipio.
La playa de Chamoso se encuentra en una costa escarpada a la que se accede por una pista situada frente a la iglesia de San Martiño de Porto y ofrece otra alternativa al bullicio de la primera. 
Ya tierra adentro, las Fragas do Eume constituyen un espacio natural notable, considerado "el bosque atlántico costero más importante y mejor conservado de Europa". Hay más de 20 especies de árboles y más de 100 especies de hongos y 250 especies de líquenes.

### Patrimonio cultural
Existen evidencias de algunas fiestas ecológicas celebradas en el pasado, como la Fiesta del Árbol, celebrada el 19 de marzo de 1914 y que continúa hoy en el Día del Medio Ambiente cuando se plantan árboles con donaciones tanto oficiales como privadas.
La popular romería a Santa Marta se ha realizado, desde su recuperación en 1990, en el pinar de A Madalena, el domingo siguiente al 29 de julio.
Las siete parroquias de Cabañas celebran anualmente a sus fiestas patronales con comidas familiares, gaitas, bailes y verbenas nocturnas:
- San Vicente en Regoela, el 22 de enero.
- Santa Cruz en Salto, el 3 de mayo.
- San Lorenzo en Laraje, el 10 de agosto.
- San Martín en Porto, el 11 de noviembre.
- San Andrés en Cabañas, el 30 de noviembre.
- Santa Eulalia en Soaserra, el 10 de diciembre.
- San Esteban en Eirines, el 26 de diciembre.

## Infraestructuras

### Carreteras
En Cabanas, confluyen varias carreteras, las principales son:
- AP-9F , Autopista del Atlántico, en su tramo Guísamo-Ferrol;
- N-651 , que comunica Betanzos con Fene;
- AC-122 , que comunica Cabanas ( AP-9F ) con Gallada de Piñeiro ( AC-133 );
- AC-141 , que comunica Cabanas ( N-651 ) con A Pena de Irís ( AC-564 );
- AC-563 , que comunica el polígono industrial Vilar do Colo con Fonfría ( AC-564 );
- AC-564 , que comunica Cabanas ( AP-9F ) con Puentes de García Rodríguez ( AG-64 ).

### Ferrocarril
Por el municipio pasa la línea de ferrocarril Betanzos-Ferrol, disponiendo de una estación en la zona del Areal.
Está prevista una estación en la futura línea del Eje Atlántico de Alta Velocidad.

### Puertos
Hay un pequeño atracadero cerca de la desembocadura del río Eume, en el sitio de Campo do Oito. La playa de La Magdalena, en su extremo norte, sirve de atracadero natural.

### Industria
Los municipios de Cabañas y Fene comparten el polígono industrial de Vilar do Colo, en las tierras de Laraje y Barallobre.

## Parroquias
Parroquias que forman parte del municipio:
- Cabañas[2] (San Andrés)[7]
- Eirines[2] (San Esteban)[7]
- Laraje[2] (San Mamed)[7]
- Porto (San Martín)[7]
- Regüela[2]
- Salto (Santa Cruz)[7]
- Soaserra (Santa Eulalia)[7]